# پی‌پی جوراب‌بلند (مجموعه تلویزیونی)
پی‌پی جوراب‌بلند (سوئدی: Pippi Långstrump) نام یک مجموعه تلویزیونی سوئدی-آلمانی است که از ۱۳ فوریه ۱۹۶۹ میلادی در ۱۳ قسمت از شبکه تلویزیونی «اس‌وی‌تی» پخش شد.
این مجموعه بر پایهٔ شخصیتِ پی‌پی جوراب‌بلند در مجموعه داستان‌هایی به همین نام اثرِ آسترید لیندگرن ساخته شد و در سال ۱۳۵۷ خورشیدی با دوبلهٔ فارسی از تلویزیون ملی ایران هم پخش شد.